# 江上忠孝
江上　忠孝（えがみ　ただたか、1975年10月24日 -）は福岡県久留米市出身の日本の柔道家。現役時代は100kg超級の選手。身長185cm。組み手は左組み。得意技は袖釣込腰。

## 人物
城島中学から久留米工大附属高校に進むが、この当時は大きな実績を上げていない。中央大学へ進むと力を付け始めて、2年の時には全日本ジュニア95kg超級で2位となった。4年の時には優勝大会の準決勝で国士舘大学と対戦すると、78kg級の窪田和則に得意の袖釣込腰で逆に投げられるなどしてチームは3位にとどまった。その後、九州電力の所属となると、1999年から実業個人選手権100kg超級で2連覇を飾った。2000年の講道館杯では準決勝までの4試合を全て得意の袖釣込腰で一本勝ちするが、決勝では大学の1年後輩である旭化成の高橋宏明に大外刈で敗れて2位に終わった。2001年の嘉納杯でも決勝まで進むものの、旭化成の下出善紀に注意で敗れて2位にとどまった。体重別で3位になると、環太平洋柔道選手権大会では優勝を飾った。2005年に現役を引退すると、審判員となった。また青少年に対する柔道普及の活動に積極的に関わっている。

## 得意技
左組みからの袖釣込腰の名手として知られており、｢袖釣りの江上｣という異名を持つ。右組みの選手との試合では常にこの技に執着し続けた。左組みの選手の場合、普通は右からの袖釣込腰を仕掛けるが、左手の力が強かったために、相手の右袖を左手で取って釣り上げて投げるところに特色があった。なお、この技をものにするために、漫画の柔道部物語における三五十五と西野新二の戦いの描写から、足の運びや体さばきなどを参考にしたという。一方で、左組みの選手に対しては左からの一本背負投で対抗した。

## 主な戦績
95kg超級での戦績
- 1995年 - 全日本ジュニア　2位
- 1995年 - 優勝大会 5位
- 1996年 - 優勝大会 5位
- 1997年 - 優勝大会 3位
- 1999年 - バンコク国際　優勝
- 1999年 - モナコ国際　優勝
- 1999年 - 実業個人選手権　優勝
- 2000年 - 実業個人選手権　優勝
- 2000年 - 講道館杯　2位
- 2001年 - 嘉納杯　2位
- 2001年 - オーストリア国際　2位
- 2001年 - 体重別　3位
- 2001年 - 環太平洋柔道選手権大会　優勝
- 2001年 - 実業個人選手権　2位
- 2002年 - ロシア大統領杯　団体戦　3位
- 2003年 - 実業個人選手権　2位
- 2004年 - 実業個人選手権　2位

(出典、JudoInside.com)。